# Hechos de los Apóstoles
Los Hechos de los Apóstoles (en griego antiguo, Πράξεις τῶν Ἀποστόλων, Práxeis tôn Apostólōn;en latín: Actūs Apostolōrum), también conocido como el libro de los Hechos o simplemente los Hechos, es un libro del siglo I o II que relata la fundación del cristianismo y su primera expansión por el Imperio romano.Ocupa el quinto puesto en todos los cánones actuales del Nuevo Testamento.
Según una teoría bastante extendida, los Hechos y el Evangelio de Lucas formarían una única obra de dos partes (Lucas-Hechos) escrita entre los años 80 y 90 d. C. Otros autores, por el contrario, consideran al libro de los Hechos posterior de varias décadas a los evangelios sinópticos y fruto del trabajo de varios autores distintos. 
El libro comienza con la ascensión de Jesús al Cielo. Los primeros capítulos, ambientados en Jerusalén, describen el Día de Pentecostés (la venida del Espíritu Santo), la expulsión de una facción cristiana de Jerusalén y el establecimiento de la iglesia en Antioquía. Los últimos capítulos narran la predicación de Pablo de Tarso y concluyen con su encarcelamiento en Roma, donde espera juicio.
Se ha afirmado que Lucas-Hechos sería un intento de responder al problema teológico de cómo en torno al Mesías de los judíos se llegó a formar una iglesia abrumadoramente no judía. La respuesta que ofrece es que el mensaje de Cristo fue enviado a los gentiles porque en su conjunto los judíos lo rechazaron. Hechos también puede verse como una defensa del movimiento de Jesús dirigida a los judíos: la mayor parte de los discursos y sermones de Hechos se dirigen a audiencias judías, con los romanos como árbitros externos en disputas relativas a las costumbres y la ley judías.. Por un lado, el autor presenta a los seguidores de Jesús como una secta de los judíos, y por tanto con derecho a protección legal como religión reconocida; por otro, parece no tener claro el futuro que Dios pretende para judíos y cristianos, celebrando el judaísmo de Jesús y sus seguidores inmediatos, al tiempo que subraya cómo los judíos habían rechazado al Mesías.
Su abreviatura para citas es Hch en castellano y Act en latín.

## Autoría y fecha

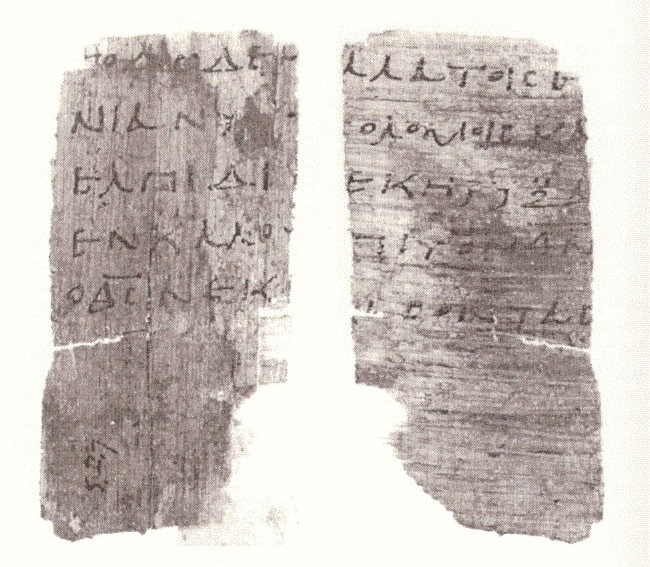
Hechos 26:7–8, 20 on Papiro 29 (c. AD 250)

### Manuscritos más antiguos
Las dos versiones más antiguas del libro de los Hechos difieren entre sí. Una es el texto llamado alejandrino, que es el que se suele reproducir en las ediciones impresas de la Biblia. El otro, denominado texto occidental, es un 10 % más extenso y se caracteriza por acentuar la preeminencia de Pedro y rebajar el papel de las mujeres.
Los manuscritos alejandrinos completos más antiguos datan del siglo IV y los occidentales más antiguos del VI, con fragmentos y citas que se remontan al siglo III. Los textos occidentales de los Hechos son entre un 6,2 y un 8,4 % más largos que los alejandrinos, y los añadidos tienden a realzar el rechazo judío del Mesías y el papel del Espíritu Santo, en formas que son estilísticamente diferentes del resto de los Hechos. La mayoría de los eruditos prefieren el tipo de texto alejandrino (más corto) sobre el occidental como el más auténtico, pero este mismo argumento favorecería al occidental sobre el alejandrino para el Evangelio de Lucas, ya que en ese caso la versión occidental es la más corta.
El fragmento de los Hechos más antiguo conservado es el Papiro 45, que data de alrededor de 250 d. C.

### Autoría y posible unidad Lucas-Hechos
El autor de los Hechos nunca menciona su propio nombre. Con base en su estructura literaria, los estudiosos consideran a los Hechos una amalgama de al menos tres textos escritos por autores diferentes: una "gesta de Pedro", una "gesta de Pablo" y un texto baptista.
Un pasaje de la gesta de Pablo, Hechos 16:10, sugiere que fue escrito por un compañero del propio Pablo ya que sin previo aviso el texto pasa de la tercera persona a la primera: «Pero cuando vio la visión enseguida procuramos avanzar hacia Macedonia».Probablemente por ello, los padres de la Iglesia Ireneo, Tertuliano, Clemente y Orígenes apuntaron todos como autor de Hechos a Lucas, un compañero de Pablo citado en una epístola, quizás médico.Si bien algunos autores siguen defendiendo este punto de vista, «un consenso crítico subraya las innumerables contradicciones entre el relato de los Hechos y las auténticas cartas paulinas». Por ejemplo, el relato de la conversión de Pablo en Hechos (Hch 9:1-31, 22:6-21 y 26:9-23) difiere significativamente de la declaración del propio Pablo de que permaneció desconocido para los cristianos de Judea después de ese acontecimiento (Gálatas 1:17-24). El autor «es un admirador de Pablo, pero no comparte la visión que Pablo tenía de sí mismo como apóstol; su propia teología es considerablemente diferente de la de Pablo en puntos clave y no representa con exactitud los puntos de vista de Pablo».
Por otra parte, la tradición de atribuir el tercer evangelio del Nuevo Testamento al mismo Lucas data por lo menos del segundo cuarto del siglo II. Esta identidad llevó a Henry Cadbury y a otros estudiosos a proponer que el Evangelio de Lucas y los Hechos serían dos partes de una sola obra original que Cadbury denominó Lucas-Hechos. Su principal argumento es que Hechos comienza diciendo «En el primer tratado, oh Teófilo», y que el Evangelio de Lucas empieza también dirigiéndose a un «Teófilo». Según esta teoría, los textos fueron separados por algún motivo antes de que se escribieran los manuscritos que han llegado hasta hoy. 
Sin embargo, la crítica reciente ha aducido argumentos que refutarían la supuesta unidad de autoría entre Hechos y Lucas:
- Mientras que Lucas se termina con la Ascensión de Jesús, el primer capítulo de Hechos vuelve a relatar apariciones de Jesús resucitado y aporta un relato de la Ascensión que difiere del de Lucas.
- No se conserva ningún manuscrito antiguo en que los dos libros estén escritos uno a continuación del otro.
- Cada libro construye sus personajes de manera muy diferente. Mientras Pedro en el evangelio se muestra confundido y cobarde, en Hechos es completamente sólido; y los protagonistas de milagros apenas se esbozan en Hechos mientras que en el evangelio se describen como personajes secundarios.
- La primera mención de los Hechos data de alrededor de 150 d. C. No parecen conocerlo ni Marción ni Ignacio de Antioquía ni Clemente de Roma ni Justino Mártir.

### Datación
Se ha propuesto una amplia variedad de fechas para la redacción de los Hechos, anteriores siempre a la mención que la Epistula apostolorum de Ireneo hace de este texto a mediados del siglo II. 

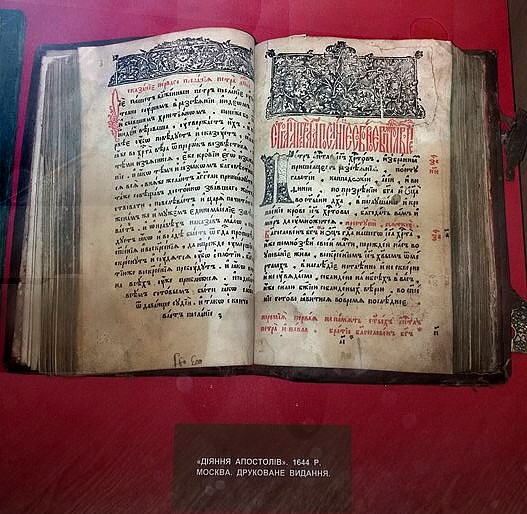
Edición en eslavo eclesiástico del año 1644

Los partidarios de la ya mencionada teoría de Lucas-Hechos (Norman Perrin, E. Lohse, P. Vielhauer, O. Cullman) datan Hechos en los años 80 debido a que esta es la década en que se suele fechar el Evangelio según san Lucas. 
Otros, en cambio como el Dr. Steve Mason, han sugerido que el evangelio de Lucas y Hechos de los apóstoles datan de finales del siglo I o comienzos del siglo II, debido a que creen que su autor pudo haber tomado elementos de las obras del historiador judío Flavio Josefo. 
Más recientemente, G. Mordillat, J. Prieur han argumentado que Hechos sería poco anterior a su mención por Ireneo (mediados del siglo II) al ser desconocido por todos los escritores cristianos anteriores.
Una visión radicalmente distinta es la de B. Reicke y C. Vidal, que proponen fechas anteriores al año 70 o incluso al año 62, basándose en los siguientes argumentos:
- El libro finaliza bruscamente con el comienzo de la cautividad de Pablo en Roma, hacia el año 60, dejando al lector sin saber cómo murió.
- Omite el martirio de Santiago el Justo, que tuvo lugar en el año 62.
- Tampoco menciona la muerte de Pedro, que la tradición achaca a las persecuciones de Nerón en los años 62-64.
- Presenta a los dirigentes judíos, especialmente a los saduceos, como enemigos, mientras parece querer disculpar a los romanos, de modo similar al evangelio de Lucas. Esto no parece coherente con el ambiente de persecución romana contra el cristianismo que se inició con Nerón.
- Tampoco se menciona, ni directa ni indirectamente, la destrucción del templo de Jerusalén en el año 70, que habría servido para reforzar la imagen de Jesús como hijo de Dios.

Un argumento contra esta teoría es que Lucas 21 profetiza la destrucción de Jerusalén. Dado que se supone que dicha profecía está escrita después de finalizar la guerra en el año 70, suele situarse a Lucas después de esta fecha. Sin embargo, autores como C.C. Torrey y C.H. Dodd arguyen que Lucas 21 no da ningún detalle histórico de la destrucción de Jerusalén, sino que toma todas las imágenes del Antiguo Testamento.

### Género y fuentes
El título de «Hechos de los Apóstoles»  (Praxeis Apostolon) fue utilizado por primera vez por Ireneo a finales del siglo II. No se sabe si era un nombre preexistente para el libro o si lo inventó Ireneo; sí parece claro que no le fue dado por el autor, ya que la palabra práxeis (hechos, actos) sólo aparece una vez en el texto (Hechos 19:18) y allí no se refiere a los apóstoles sino a hechos confesados por sus seguidores.
El autor anónimo alineó su obra con las «narraciones» (διήγησις, diēgēsis) que muchos otros habían escrito, y describió su propia obra como un «relato ordenado» (ἀκριβῶς καθεξῆς). Carece de análogos exactos en la literatura helenística o judía. En general, las fuentes de los Hechos sólo se pueden adivinar, pero el autor habría tenido acceso a la Septuaginta (una traducción griega de las escrituras judías), el Evangelio de Marcos, y la hipotética colección de «dichos de Jesús» llamada la fuente Q o el Evangelio de Mateo.  Transpuso algunos incidentes del evangelio de Marcos a la época de los Apóstoles; por ejemplo, el material sobre alimentos «limpios» e «impuros» de Marcos 7 se utiliza en Hechos 10, y el relato de Marcos sobre la acusación de que Jesús ha atacado el Templo (Marcos 14:58) se utiliza en una historia sobre Esteban (Hechos 6:14). También hay puntos de contacto (es decir, paralelismos sugerentes pero algo menos que pruebas claras) con 1 Pedro, la Carta a los Hebreos y 1 Clemente. Otras fuentes sólo pueden inferirse a partir de pruebas internas-la explicación tradicional de los tres pasajes «nosotros», por ejemplo, es que representan relatos de testigos oculares.. La búsqueda de tales fuentes inferidas fue popular en el siglo XIX, pero a mediados del XX se había abandonado en gran medida.

## Valoraciones
El libro de los Hechos conforma casi una cuarta parte de todo el texto del Nuevo Testamento (más de la cuarta parte si se considera en conjunto con el Evangelio de Lucas).
Los Hechos fueron leídos como una historia fiable de la Iglesia primitiva hasta bien entrada la era posterior a la Reforma protestante, pero en el siglo XVII los biblistas empezaron a darse cuenta de que el relato era incompleto y sesgado: su imagen de una Iglesia armoniosa discrepa bastante de la que ofrecen las cartas de Pablo, y omite hechos importantes como las muertes de Pedro y Pablo. El erudito de mediados del siglo XIX Ferdinand Baur sugirió que el autor había reescrito la historia para presentar a un Pedro y un Pablo unidos y promover una única ortodoxia contra Marción, que en el siglo II fundó una influyente facción cristiana que deseaba separar completamente el cristianismo del judaísmo.
Hasta los años 1950 la mayoría de los estudiosos cristianos consideraban el libro de los Hechos como una obra histórica, escrita con el objetivo de defender al cristianismo ante las autoridades romanas y a Pablo de sus detractores. A partir de entonces empezó a prevalecer entre los autores cristianos la corriente que veía Hechos o "Lucas-Hechos" como una obra ante todo teológica.

## Omisiones y contradicciones
Varios autores han mostrado extrañeza de que Hechos no diga nada sobre el final de las vidas de Pablo y Pedro, que son sus protagonistas principales.  De Pablo, llama también la atención que no se mencione su faceta de escritor ni se citen sus epístolas.
En cuanto a los hermanos de Jesús, Hechos solo los menciona sin detallar su número ni sus nombres. El más importante, Santiago, solo aparece en el relato en tres ocasiones.Apenas cita tampoco a María la madre de Jesús, solo al principio.
Al inicio del libro se menciona a los doce apóstoles (Hechos 1:13,26), incluyendo a Matías, que sustituyó a Judas Iscariote, pero la mayoría no vuelven a aparecer en el texto. Juan, considerado una de las "columnas" del movimiento en Jerusalén por Pablo, es mencionado solo tres veces, y todo lo que se cuenta de Santiago, el hijo de Zebedeo, es su ejecución por Herodes Agripa I.
El libro también omite completamente la llegada del cristianismo a Egipto y su expansión desde allí.
La comparación cruzada entre los Hechos y las epístolas de Pablo muestra visiones contrapuestas del pensamiento de este apóstol y de los eventos de los que fue protagonista, como el denominado concilio de Jerusalén.